# Daniel Grieder

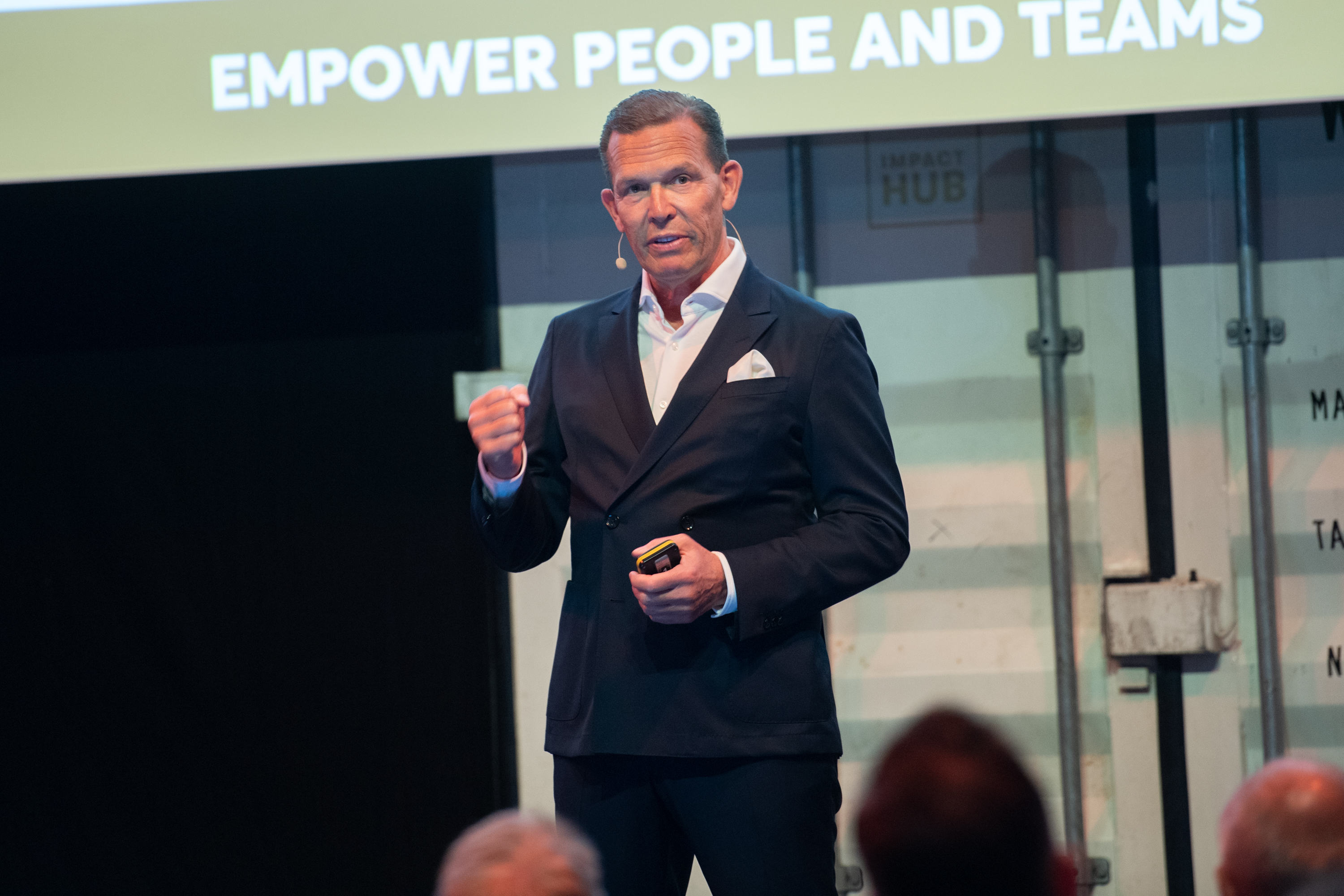
Daniel Grieder (2022)

Daniel Grieder (* 6. November 1961) ist ein Schweizer Unternehmer und Manager. Von 2014 bis 2020 war er Geschäftsführer von Tommy Hilfiger Global sowie Geschäftsführer von PVH (Phillips Van Heusen Group) Europe und Calvin Klein Europe. Seit 2021 ist er Vorstandsvorsitzender von Hugo Boss.

## Leben
Grieder wuchs in Schaffhausen (Schweiz) auf. Er absolvierte eine Berufsausbildung bei Globus und besuchte anschliessend die HWV Zürich (Zürcher Hochschule für Angewandte Wissenschaften in Betriebswirtschaft). Während dieser Zeit gründete Grieder die Handelsfirma Max Trade, die Lederbekleidung in der Schweiz produzierte, importierte und verkaufte.
Grieder ist verheiratet und hat zwei Söhne aus erster Ehe. Er lebt in Brissago, Metzingen und New York. Wie sein Vater Heinrich ist sein Bruder Calvin Grieder ebenfalls Unternehmer.

## Karriere
Ab 1994 übernahm Grieder unter dem Firmennamen Madison Clothing den Vertrieb internationaler Marken wie Pepe Jeans, Stone Island und C.P. Company. 1997 gewann das Unternehmen die Ausschreibung als Vertriebsagentur für Tommy Hilfiger in Grieders Heimatland, der Schweiz, sowie in Österreich und Osteuropa und war dort für die Etablierung der Marke verantwortlich. 2004 wurde er als Vizepräsident für den kommerziellen Bereich in den Vorstand von Tommy Hilfiger Europe berufen. Im Jahr 2005 war Grieder an der Änderung der Eigentumsverhältnisse bei Tommy Hilfiger beteiligt. Infolgedessen verlegte das Unternehmen seinen Hauptsitz von New York nach Amsterdam. 2008 wurde Grieder Geschäftsführer von Tommy Hilfiger Europe und 2014 gleichzeitig zum Geschäftsführer von Tommy Hilfiger Global, Calvin Klein Europe und PVH Europe ernannt. Grieder trat im Juni 2020 von diesen Positionen zurück. Während seiner Amtszeit digitalisierte das Unternehmen seine Angebote und führte auf seine Initiative hin als eines der ersten «see now, buy now» bei Modenschauen ein, bei dem sowohl Einzelhändler als auch Kunden, die die Show auf dem Laufsteg verfolgten, währenddessen bereits die ganze Kollektion bestellen konnten.
Mitte Juni 2020 gab das deutsche Modeunternehmen Hugo Boss bekannt, dass Grieder Vorstandsvorsitzender des Unternehmens wird. Grieder trat seinen neuen Posten im Juni 2021 an, nachdem er ein nachvertragliches Wettbewerbsverbot einzuhalten hatte. Seit Grieder seinen Posten als Vorstandsvorsitzender bei Hugo Boss antrat, erzielte das Unternehmen 2022 ein operatives Ergebnis, das höher war, als durch Prognosen erwartet und zugleich das höchste Ergebnis des Unternehmens bis dahin darstellte. Grieder erhöhte infolgedessen das Umsatzziel für 2025, wobei Hugo Boss 2023 einen Umsatz von 4,20 Milliarden Euro erwirtschaftete. 2024 wurde Grieders Vertrag bei Hugo Boss bis Dezember 2028 verlängert. Neben den Investitionen in digitale Marketingkanäle und weitere Werbemassnahmen beinhaltete Grieders Geschäftsstrategie zudem die Einführung von Marken für ein breiteres und jüngeres Publikum.
Seit April 2022 ist Grieder Mitglied des Verwaltungsrats von Rieter.
2024 wurde er von der Serviceplan Group und ihren Partnern zum „CMO of the Year“ ernannt. Begründet wurde dies damit, dass er Hugo Boss mit einem neuen Markenauftritt verjüngt und die Marke wieder attraktiv gemacht habe.